# سهیله
سهیله  یک منطقهٔ مسکونی در امارات متحده عربی است که در شهر عجمان واقع شده‌است.

## خصوصیات
سهیله   ۲۳۷ متر بالاتر از سطح دریا واقع شده‌است.